# Mondoubleau
Mondoubleau je naselje in občina v osrednjem francoskem departmaju Loir-et-Cher regije Center. Leta 2012 je naselje imelo 1.490 prebivalcev.

## Geografija
Kraj leži v pokrajini Perche ob reki Grenne, 60 km severozahodno od Bloisa.

## Uprava
Mondoubleau je sedež istoimenskega kantona, v katerega so poleg njegove vključene še občine Arville, Baillou, Beauchêne, Choue, Cormenon, Oigny, Le Plessis-Dorin, Saint-Agil, Saint-Avit, Saint-Marc-du-Cor, Sargé-sur-Braye, Souday in Le Temple s 5.808 prebivalci (v letu 2012).
Kanton Mondoubleau je sestavni del okrožja Vendôme.

## Zanimivosti
- cerkev sv. Denisa,
- pokopališka kapela Marije sedem žalosti,
- ruševine gradu Château de Mondoubleau, fortifikacije.